# Tyler Wolff
Tyler David Wolff (Snellville, Georgia, Estados Unidos, 13 de febrero de 2003) es un futbolista estadounidense que juega como delantero en el Real Salt Lake de la Major League Soccer.

## Trayectoria
Nacido en Snellville, Georgia, comenzó su carrera en la cantera del Columbus Crew. En 2019, se incorporó a la academia del Atlanta United F. C. Tras impresionar con la selección sub-17, debutó con el equipo de reserva del club Atlanta United 2 el 8 de agosto de 2020 en el USL Championship contra el Charleston Battery. Fue titular y jugó 62 minutos en la derrota del Atlanta United 2 por 1-0.
El 2 de julio de 2020 firmó un contrato con el primer equipo del Atlanta United F. C. de la Major League Soccer. Debutó con el club el 2 de septiembre contra el Inter de Miami, saliendo en el minuto 63 en sustitución de Ezequiel Barco en un empate a cero. Posteriormente marcó su primer gol profesional con el Atlanta United 2, el filial de reserva del club en el USL Championship, el 15 de mayo de 2021 contra el Oklahoma City Energy FC. Su gol fue el empate en el minuto 89 en un partido de ida y vuelta (2-2). Anotó un triplete con el Atlanta United 2 el 8 de agosto de 2022 en una victoria por 6-2 contra el Indy Eleven por la que fue galardonado como jugador de la semana 16 de la temporada 2021 del USL Championship.

## Vida personal
Es el hijo mayor del entrenador jefe del Austin F. C., Josh Wolff, y su hermano menor Owen Wolff juega actualmente en el Austin F. C.

## Estadísticas

### Clubes
Actualizado al último partido disputado el 24 de febrero de 2024.
| Club                                | Div.          | Temporada     | Liga  | Liga  | Copas nacionales | Copas nacionales | Copas internacionales | Copas internacionales | Total | Total |
| Club                                | Div.          | Temporada     | Part. | Goles | Part.            | Goles            | Part.                 | Goles                 | Part. | Goles |
| ----------------------------------- | ------------- | ------------- | ----- | ----- | ---------------- | ---------------- | --------------------- | --------------------- | ----- | ----- |
| Atlanta United 2 Estados Unidos     | 2.ª           | 2020          | 1     | 0     | —                | —                | —                     | —                     | 1     | 0     |
| Atlanta United 2 Estados Unidos     | 2.ª           | 2021          | 8     | 6     | —                | —                | —                     | —                     | 8     | 6     |
| Atlanta United F. C. Estados Unidos | 1.ª           | 2020          | 5     | 0     | 0                | 0                | 0                     | 0                     | 5     | 0     |
| Atlanta United F. C. Estados Unidos | 1.ª           | 2021          | 7     | 0     | 0                | 0                | 0                     | 0                     | 7     | 0     |
| Atlanta United F. C. Estados Unidos | 1.ª           | 2022          | 5     | 0     | 1                | 0                | —                     | —                     | 6     | 0     |
| SK Beveren · Bélgica                | 2.ª           | 2022-23       | 5     | 0     | 2                | 0                | —                     | —                     | 7     | 0     |
| SK Beveren · Bélgica                | Total club    | Total club    | 5     | 0     | 2                | 0                | 0                     | 0                     | 7     | 0     |
| Atlanta United 2 Estados Unidos     | 3.ª           | 2023          | 7     | 1     | —                | —                | —                     | —                     | 7     | 1     |
| Atlanta United 2 Estados Unidos     | Total club    | Total club    | 16    | 7     | 0                | 0                | 0                     | 0                     | 16    | 7     |
| Atlanta United F. C. Estados Unidos | 1.ª           | 2023          | 21    | 5     | 1                | 1                | 1                     | 0                     | 23    | 6     |
| Atlanta United F. C. Estados Unidos | 1.ª           | 2024          | 1     | 0     | 0                | 0                | —                     | —                     | 1     | 0     |
| Atlanta United F. C. Estados Unidos | Total club    | Total club    | 39    | 5     | 2                | 1                | 1                     | 0                     | 42    | 6     |
| Total carrera                       | Total carrera | Total carrera | 60    | 12    | 4                | 1                | 1                     | 0                     | 65    | 13    |

## Palmarés

### Títulos internacionales
| Título                           | Equipo                                 | País     | Año  |
| -------------------------------- | -------------------------------------- | -------- | ---- |
| Campeonato Sub-20 de la Concacaf | Selección sub-20 de los Estados Unidos | Honduras | 2022 |